# Jonathan Togo
Jonathan Frederick Togo (Rockland, 25 de agosto de 1977 (47 anos) é um ator americano. Conhecido pelo seu personagem  Ryan Wolfe, da série de televisão CSI: Miami.
Jonathan Togo não mostrou seu talento apenas como Ryan Wolfe em "CSI: Miami", mas também já fez parte do elenco de "Special Unit 2" e participações especiais em "Judging Amy", "Law & Order", "Ed" e "The Jury", além do aclamado filme para a televisão "Sobre Homens e Lobos" ("Mystic River"), contracenando ao lado de Sean Penn e Tim Robbins.
Nascido em Rockland, Massachussetts, Jonathan se formou na Vassar College em Teatro. Recebeu um prêmio Margaret Thatcher Kazan por sua atuação na produção "Our Country's Good", e também estrelou em "Suburbia", "Conduct of Life", "Romeo and Juliet", "Bird and Dog" e "Murder in the Cathedral". No cinema, Jonathan Togo atuou em "Raccoon" e "Up".

## Filmografia
| Televisão   | Televisão      | Televisão                 | Televisão    |
| Ano         | Título         | Papel                     | Notas        |
| ----------- | -------------- | ------------------------- | ------------ |
| 2001-2002   | Special Unit 2 | Jonathan                  | 12 episódios |
| 2003        | Judging Amy    | Charles 'DJ Dizz' Simbour | 1 episódio   |
| 2003        | Law & Order    | Eddie                     | 1 episódio   |
| 2003        | Ed             | Keith Kessler             | 1 episódio   |
| 2004        | The Jury       | Dennis Dudley             | 1 episódio   |
| 2002 - 2012 | CSI: Miami     | Ryan Wolfe                | Principal    |

| Filmes | Filmes       | Filmes          | Filmes |
| Ano    | Título       | Papel           |        |
| ------ | ------------ | --------------- | ------ |
| 2003   | Mystic River | Pete            |        |
| 2006   | Raccoon      | Bailey          |        |
| 2011   | Identical    | Rich Washington |        |